# Atitlán-tó
Az Atitlán-tó (spanyol: Lago de Atitlán) hegyi tó Guatemala területén, 1560 méterrel a tengerszint felett. Az ország 2. legnagyobb tava.
A tó  18 km hosszú, legnagyobb szélessége 10 km, és több mint 300 méter mély. A víz hőmérséklete évszaktól függően 18-20 Celsius-fok. Lefolyása nincs.
Partjain meleg vizű források fakadnak, a tó meleg vizű áramlásai miatt tükrén a kék és zöld színek váltják egymást.
A tavat 3500 méter magasságig emelkedő vulkánok övezik. A három vulkán: Toliman, Atitlán és a San Pedro.
A tó medencéje szélárnyékban fekszik, ezért viszonylag kevés a csapadék, a hegyoldalakat szárazságtűrő cserjés bokor fedi, gyakori a kaktusz és az agávé. A növényzetnél színesebb a partvidék emberi világa.
Aldous Huxley angol író a világ legszebb tavának nevezte. Különösen megragadó panoráma akkor tárul elénk, amikor Patzún felől jövet - Godínez és Panajachel között - a tó magas nyugati hegyperemén kanyarog az út.
A tó és környéke 2002 óta a világörökség javaslati listáján szerepel.

## Lakosság
A 12 part menti település közül a legnagyobb Panajachel; egy kb. 11 ezer fős település, ahol vasárnaponként vásárt rendeznek. Ez a kisváros a tó turisztikai központja is, itt működnek szállás- és vendéglátóhelyek, továbbá itt futnak össze a szárazföldi utak. Innen indulnak kis hajók a déli part nagyobb településeire is.
A lakosok zöme indián. Három különböző, de rokon nyelvet beszélő indián népcsoport telepedett le a tó körül. Falvaik többségét - a spanyolok megjelenése és térítése után - a keresztény apostolokról nevezték el (San Pedro, San Pablo stb).

## Fordítás
- Ez a szócikk részben vagy egészben  a   Lago de Atitlán című német Wikipédia-szócikk fordításán alapul.  Az eredeti cikk szerkesztőit annak laptörténete sorolja fel. Ez a jelzés csupán a megfogalmazás eredetét és a szerzői jogokat jelzi, nem szolgál a cikkben szereplő információk forrásmegjelöléseként.